# Shamir (musicien)
Pour les articles homonymes, voir Shamir.
Shamir Bailey, plus connu sous son nom de scène Shamir, est un auteur-compositeur-interprète américain né le 7 novembre 1994 à Las Vegas.

## Biographie

### Enfance et adolescence
Enfant, Shamir Bailey a régulièrement fréquenté des musiciens : sa tante, qui travaillait dans le milieu musical, vivait avec ses parents et en emmenait régulièrement à la maison. Il a découvert très jeune différents styles musicaux : le hip-hop, le rhythm and blues et des artistes tels que OutKast, Billie Holiday, Groove Theory, Nina Simone ou Janis Joplin. Il professe par ailleurs un intérêt pour la country music.
À l'âge de neuf ans, une guitare Epiphone lui est offerte, accompagnée par le livre La Guitare pour les nuls.
Il monte un duo punk à l'âge de seize ans, mais l'expérience se révèle infructueuse.

### Carrière musicale

#### Premiers succès
Peu après avoir obtenu l'équivalent américain du baccalauréat, il adresse une bande-démo au label new-yorkais Godmode. Il est rappelé immédiatement et ce label sort son premier EP, Northtown, en juin 2014. Sa chanson If It Wasn’t True est désignée « meilleur nouveau titre » par le site Pitchfork.
L'automne suivant, il signe chez XL ; le titre On The Regular est diffusé en radio et sur internet.
Son premier album sort aux États-Unis le 19 mai 2015. Intitulé Ratchet, il bénéficie d'un accueil critique positif.

#### Changement de direction artistique
Après avoir créé son propre label, Accidental Popstar Records[Quand ?], Shamir produit plusieurs albums, parmi lesquels le troisième de la New-yorkaise Macy Rodman, Unbelievable Animals. Il apparait d'ailleurs sur ce dernier, sur le titre Punk Rock Boyfriend.

## Style
Shamir est doté d'une voix de contreténor qui lui a fait dire avec humour qu'il était « un noir de dix-huit ans doté d'une voix de blanche de quatorze ans ».

## Discographie

### Albums studio
- 2014 - Northtown (EP) (XL)
- 2015 - Ratchet (XL Recordings)
- 2017 - Hope (Vinyl Me, Please)
- 2017 - Revelations (Father/Daughter Records)
- 2018 - Resolution (Vinyl Me, Please)
- 2020 - Shamir (Plum Crown Records)
- 2020 - Cataclysm (Plum Crown Records)
- 2022 - Heterosexuality (AntiFragile Music)
- 2023 - Homo Anxietatem (Kill Rock Stars)
- 2025 - Ten (Kill Rock Stars)